# Elissa Ambrose
 (novembre 2017).
Si vous disposez d'ouvrages ou d'articles de référence ou si vous connaissez des sites web de qualité traitant du thème abordé ici, merci de compléter l'article en donnant les références utiles à sa vérifiabilité et en les liant à la section « Notes et références ».
Elissa Ambrose (née à Montréal, Canada) est une romancière canadienne de roman d'amour. Elle est la mère de la romancière Sarah Mlynowski.

## Biographie
Elle détient un diplôme universitaire en littérature anglaise. 
Pendant plusieurs années, elle occupe un emploi de programmeur en informatique avant de se lancer dans l'écriture de plusieurs romans d'amour pour le compte de la firme Harlequin Enterprises.
Elle réside en Arizona.

### Œuvres
- Le risque d'aimer, Harlequin ((en) Journey of the Heart, 2002)
- (en) A Mother's Reflection, 2003Inédit en France
- (en) The Best of Both Worlds, 2004Inédit en France

### L'Empire des Parks
5. Amants et ennemis, Harlequin, 2005 ((en) The Marriage Act, 2004)